# Alberto Williams
Alberto Williams foi um compositor argentino, nascido em Buenos Aires em 23 de Novembro de 1862 e falecido em 17 de Junho de 1952 na mesma cidade. É um dos compositores mais prolíficos de toda a América.

## Biografia
Filho de Jorge Williams e Adela Alcorta Palacios, provém de uma família com orientação musical por seu avô Amancio Alcorta originário de Santiago del Estero que era também músico. Alberto começou seu treinamento na escola de música em Buenos Aires e aos sete anos de idade se apresentou ao público em concerto, organizado por seu professor Bernasconi. Rapidamente apareceu sua primeira partitura impressa e foi convidado pelo governo para estudar em Paris, onde ingressou no conservatório. Foi aluno de piano de George Mathias, e estudou composição com Durand, Godard, Bériot, além de receber aulas com César Franck, sob cuja orientação escreveu sua "Primeira Abertura de Concerto" (1889).
Em 1889 retornou a Argentina e começou a estudar profundamente as formas, as melodias e os ritmos do folclore argentino. Ao regressar a Buenos Aires fundou e dirigiu o Conservatório de Música de Buenos Aires de 1893 até 1941 e teve alunos que logo se distinguiram como intérpretes de valor. 
No terreno da didática realizou uma importante obra de difusão para o ensino do piano. Como compositor se destacou no gênero sinfônico, e por suas páginas de canto e piano, de fluida inspiração, utilizando a temática folclórica em obras de elaborada fatura. El rancho abandonado, Milongas e muitas outras peça, o colocam entre os primeiros compositores que souberam valorizar a riqueza do folclore argentino. 
Suas composições compreendem Oberturas de Concerto, nove sinfonias, três poemas sinfônicos, música de câmara, coral, canções e mais de 300 composições para piano. Suas etapas criativas podem dividir-se em 3 períodos: até 1890, seus trabalhos estavam altamente influenciados pelos modelos europeus, de 1890 a 1910 se produziu um ressurgimento da linguagem musical argentina em seus trabalhos, incluindo a maior parte da sua música de câmara; e finalmente, com sua segunda sinfonia em 1910, começou uma etapa internacional de reconhecimento criativo entre seus contemporâneos.

## Obras

### Orquesta
•Primera obertura de concierto op.15 - 1889
•Segunda obertura de concierto op.18 - 1892
•Miniaturas. Primera suite op.30 - 1890
•Miniaturas. Segunda suite op.31 - 1890
•Primera sinfonía en Si menor op.44 - 1907
•Segunda sinfonía en Do menor "La bruja de las montañas" op.55 - 1910
•Marcha del Centenario op.56 - 1910
•Tercera sinfonía en Fa mayor "La selva sagrada" op.58 -1911
•Poema de las campanas op.60 - 1913 (versión para piano 1912)
•Campanas crepusculares
•Campanas al alba
•Campanas de fiesta en la aldea
•Primera Suite argentina para arcos s/opus - 1923
•Segunda Suite argentina para arcos s/opus - 1923
•Tercera Suite argentina para arcos s/opus - 1923
•Poema de los mares australes op.88 - 1933
•Cuarta sinfonía en Mi bemol mayor "Eli ataja-caminos" op.98 - 1935
•Quinta sinfonía en Mi bemol mayor "El corazón de la muñeca" op.100 - 1936
•Sexta sinfonía en Si mayor "La muerte del cometa" op.102 - 1937
•Séptima sinfonía en Re "Eterno reposo" op.103 - 1937
•Octava sinfonía en Fa menor "La esfinge" op.104 - 1938
•Las milongas de la orquesta op.107 - 1938
•Novena sinfonía en Si bemol "La humorística" op.108 - 1939
Cortejo Nupcial de los Batracios
En las charcas y junquillos
Final
•Poema del Iguazú op.115 - 1943
•Aires de la Pampa, diez nuevas milongas en dos suites op.117 (transcripción para orquesta de otras tantas milongas para piano pertenecientes a diversos opus) - 1944

### Piano
•Tres Aires de Danza op.1 - 1886
1. En si
2. En si bemol
3. En do menor
•Recuerdos Infantiles op.2 - 1885
1. Plegaria
2. Arlequín
3. Polichinela
4. A una muñeca rota
5. Los payasos
6. Ensueño de Navidad
•Primera Mazurca op.3 - 1884
•Ronda de Korrigans op.4 - 1885
•La libélula (estudio) op.5 - 1887
•Rêverie op.6 - 1887
•Escena de faunos op.7 - 1887
•Novelette op.8 - 1886
•Canción matinal op.9 - 1886
•Marcha del Centenario op.56 - 1910
•Poema de las campanas op.60 - 1912 (versión para orquesta 1913)
•Campanas crepusculares
•Campanas al alba
•Campanas de fiesta en la aldea
•Aires de la Pampa, diez milongas op.63 - 1912 (las cinco primeras fueron transcriptas por el autor para orquesta sinfónica en 1912)
1. Bailarina sandunguera
2. Equilibrista sobre botellas
3. A la sombra de un ombú
4. Requiebro a las caderas
5. Arrastrando el ala
6. La rodaja de mi espuela se ha enredado en tu pollera
7. Requiebros de la bordona
8. Nostalgias de la pampa
9. ¡Que trenzas para pialar payadores!
10. Martín Fierro en la pulpería